# فرودگاه نظامی پریبیلوفو
 فرودگاه نظامی پریبیلوفو (به انگلیسی: Pribylovo) یک فرودگاه نظامی است که یک باند فرود آسفالت دارد و طول باند آن ۲۰۰۰ متر است. این فرودگاه در کشور روسیه قرار دارد و در ارتفاع ۴۰ متری از سطح دریا واقع شده است.